# دبیرستان شهید بهشتی
دبیرستان شهید بهشتی مربوط به دوره پهلوی اول است و در فریمان، بافت قدیم شهر، خیابان طالقانی واقع شده و این اثر در تاریخ ۲ بهمن ۱۳۸۲ با شمارهٔ ثبت ۱۰۸۹۸ به‌عنوان یکی از آثار ملی ایران به ثبت رسیده است.
امکانات و بخش ها = دفتر مدیریت،  دفتر دبیران ، ۱۲ کلاس ، دفتر پرورشی فرهنگی دبیرستان شهید بهشتی، نمازخانه،  سالن امتحان،  آبدارخانه، بوفه، موتور خانه، انبار، کارگاه( در حال حاضر فعال نمیباشد )